# Talsperre Murwani
Die Talsperre Murwani (arabisch سد وادي المرواني, DMG Sadd Wādī Murwanī) liegt im Wadi Murwani in der Provinz Mekka, Saudi-Arabien. Die Stadt Dschidda befindet sich ungefähr 80 km südwestlich der Talsperre, die King Abdullah Economic City ca. 50 km nordwestlich.
Der Auftrag zur Errichtung der Talsperre wurde Mitte 2004 an das türkische Bauunternehmen Yüksel İnşaat Saudia vergeben. Die Bauarbeiten wurden bis April 2010 abgeschlossen.
Die Talsperre dient in erster Linie dem Hochwasserschutz, da es in diesem Gebiet zu seltenen, dann aber verheerenden Sturzfluten kommen kann (siehe Überschwemmungen in Dschidda 2009). Darüber hinaus möchte man das Regenwasser auch für die Trinkwasserversorgung und eventuell für die Versorgung eines Grundwasserreservoirs nutzen.

## Absperrbauwerk
Das Absperrbauwerk besteht aus drei Teilen: einem Staudamm mit einer Kronenlänge von 575 m auf der rechten Seite, einer Hochwasserentlastung in der Mitte sowie einem weiteren Staudamm mit einer Kronenlänge von 437 m auf der linken Seite. Die beiden Staudämme verfügen über einen Asphaltkern, um die Dichtigkeit sicherzustellen. Dafür wurden insgesamt 27.500 m³ (bzw. 80.000 t) Asphalt benötigt.
Die Dammkrone liegt auf einer Höhe von 251 m über dem Meeresspiegel. Die Höhe des rechten Staudamms beträgt 102 (bzw. 91 oder 101) m über der Gründungssohle, sein Volumen liegt bei 5,35 Mio. m³. Die Werte für den linken Staudamm liegen bei 30 m Höhe bzw. einem Volumen von 0,65 Mio. m³.

## Stausee
Der Stausee kann bis zu 150 Mio. m³ Wasser speichern. Der jährliche Zufluss in den Stausee wird auf 31 Mio. m³ geschätzt, wovon ungefähr die Hälfte in einer Anlage zur Trinkwassergewinnung verwendet werden soll, die unterhalb des Staudamms liegt. Die Anlage soll 40.000 m³ Wasser am Tag verarbeiten können.
Da die Verdunstung bei Stauseen in Wadis bis zu 80 % pro Jahr betragen kann und im Falle des Stausees Murwani auf bis zu 6 m pro Jahr geschätzt wird, gibt es Überlegungen, einen Teil des im Stausee gespeicherten Wassers in einen Aquifer weiterzuleiten.

## Sonstiges
Der Auftragswert für das Projekt betrug 263 Mio. SAR. Die Talsperre Murwani ist Teil eines Projekts der saudischen Regierung, die insgesamt fünf Dämme mit einem Auftragswert von ca. 1 Mrd. SAR errichten lassen will.